# Koningsplein

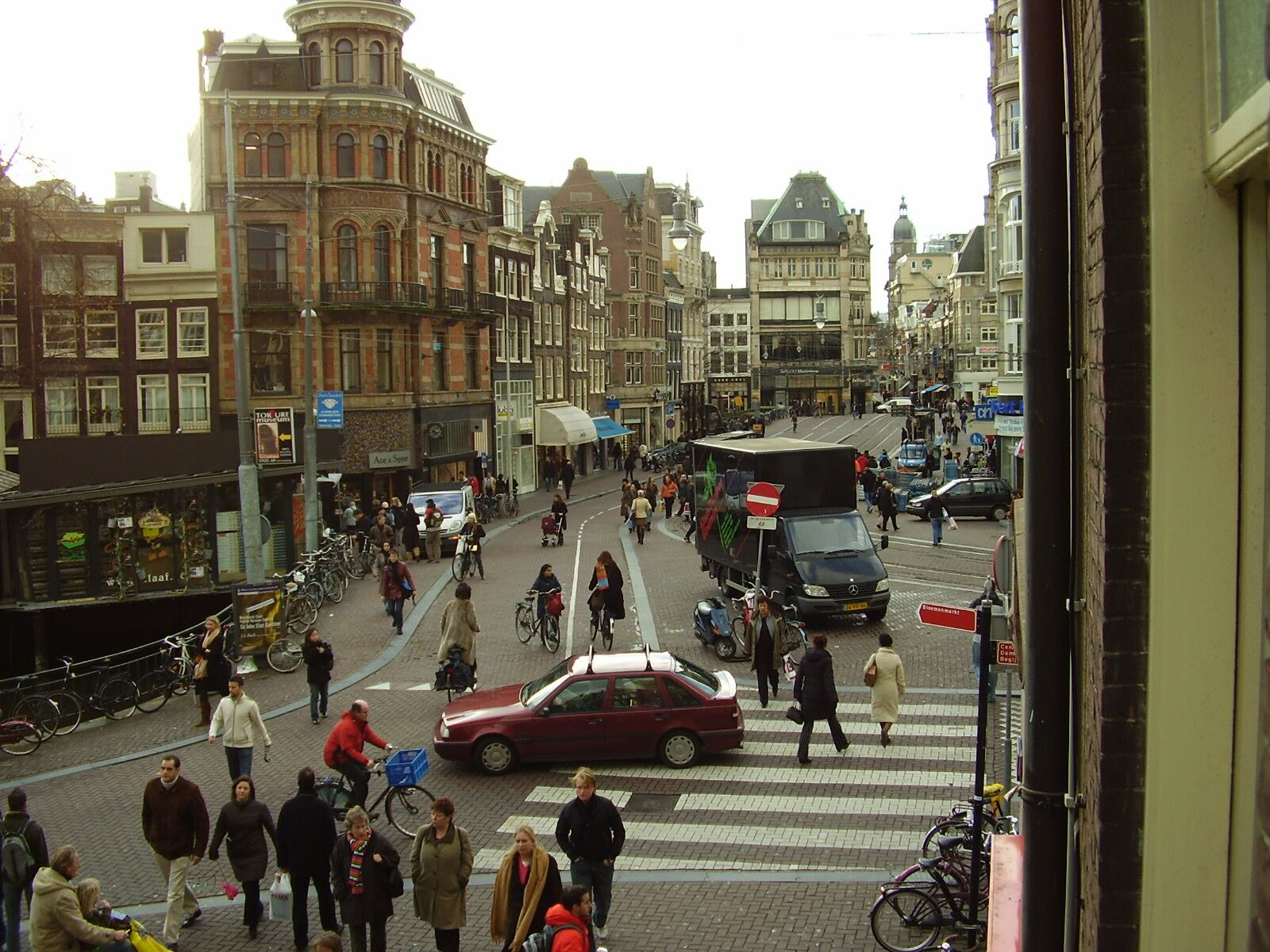
Koningsplein 6. Dezember 2005

Der Koningsplein (Königsplatz) ist ein Platz in Amsterdam-Centrum.
Auch in Brüssel und anderen Städten gibt es einen Koningsplein.
Am berühmtesten ist allerdings der Platz in Amsterdam.
Er ist bei Touristen beliebt und wird am Königinnentag oft besucht. Mehrere Geschäfte sind dort anzutreffen, so auch eine englischsprachige Buchhandlung. Die Tramlinien 1, 2 und 5 halten an dem Platz, der eigentlich eher eine breite Straße als ein Platz ist. Ganz in der Nähe liegt der bekannte Bloemenmarkt (Blumenmarkt) und in der Herengracht Nr. 586 das Museum Het Grachtenhuis.